# Tsujigiri
Tsujigiri (辻斬り o 辻斬, tsuji-giri, 'corte en la encrucijada') es un término usado para referirse a la práctica de los antiguos samurái de atacar a un ser humano, casi siempre un transeúnte desprevenido, con el objetivo de probar una nueva espada, demostrar un estilo de lucha o simplemente por la emoción de matar. La acción solía tener lugar en los caminos de las ciudades y las encrucijadas, de ahí su nombre.

## Variantes
El uso de la espada no era la única posible aplicación de estas agresiones, ya que existía otra variante menos letal llamada tsuji-nage (辻投げ, 'lanzamiento en la encrucijada'). En esta, el agresor agarraba a un transeúnte, similarmente con poca o ninguna advertencia, y trataba de arrojarlo al suelo mediante jujutsu para probar alguna técnica o simplemente afinar su destreza.
No deben confundirse estas acciones con la similarmente llamada práctica del tsuji-zumo, en la cual se llevaban a cabo luchas de sumo improvisadas en la calle entre oponentes dispuestos a jugarse dinero.

## Historia
Durante la era medieval japonesa, el término se solía emplear para designar a los enfrentamientos y duelos entre los bushi pero, durante el Período Sengoku (1467-1600), la anomia social hizo que esta práctica se degradase en el asesinato indiscriminado, hecho impune por el poder social de los bushi. Una vez el orden fue restaurado, el gobierno de Edo prohibió esta práctica en 1602 amenazando con la pena capital a los que incurriesen en ella, pero los casos no disminuyeron, debido sobre todo a la desocupación de los samurái en la paz de la época y la subsecuente proliferación de bandas de maleantes o kabukimono.
El incidente más destacable en el que se llevó a cabo esta práctica fue la matanza del barrio de Yoshiwara de 1696 (吉原百人斬), en la cual un ciudadano adinerado sufrió un ataque psicótico y asesinó a docenas de prostitutas con su katana. Fue tratado por las autoridades como un asesino relámpago y sentenciado a muerte. Más tarde, a partir de este incidente se hizo una obra kabuki.
Hacia el final del período Edo, el artista marcial Motoyoshi Kanaya, alumno de Hikosuke Totsuka, se enteró de que numerosos maleantes se reunían para practicar tsujigiri con los transeúntes en los alrededores del puente Akabanebashi, en el distrito de Shiba, Tokio. Una noche, Kanaya llegó antes que ellos y se escondió en los alrededores, y cuando la banda apareció, Kanaya salió y los mató a todos.

## Relevancia filosófica
La práctica del tsujigiri ha sido citada por la escritora británica Mary Midgley en Can't We Make Moral Judgements? (1989), donde debate sobre la moral relativista.
También se ha comparado la práctica del tsujigiri con la práctica espartana de la krypteia, un ritual que consistía en un asesinato anual de un ilote.